# アイドリング!!! 3rd LIVE 決めるならこの夏っスング!!!
『アイドリング!!! 3rd LIVE 決めるならこの夏っスング!!! 2008.07.05 at ZEPP TOKYO』（アイドリング!!! サードライブ きめるならこのなつっスング!!!）は、アイドリング!!!のライブDVD。発売元:ポニーキャニオン。

## 概要
- 2008年7月5日に行われた、アイドリング!!!3rdライブのDVD。2期生加入後、初のライブとなる。
- このライブで3rdシングル「告白」を初披露。
- 特典映像として、「バックステージ風景」「ふたりの愛ランド（升野・森本）」を収録。

## 収録曲
1. 百花繚乱アイドリング!!!
2. キミがスキ
3. 恋ゴコロ
4. モテ期のうた 〜season2〜
5. Like a Shooting Star
6. だいじなもの
7. TAP vs 琴（河村・ミシェル）
8. 想いの詩
9. Stay with me
10. 台場の恋の物語
11. 太鼓パフォーマンス
12. Sunny Day Sunday（センチメンタル・バス）（加藤・滝口・横山・朝日・菊地）
13. 渚のはいから人魚（小泉・森田・長野）
14. my sweet darlin'（フォンチー・ミシェル）
15. 渚のシンドバッド（ピンク・レディー）（外岡・谷澤・三宅）
16. Dreamland（BENNIE K）（遠藤・江渡・河村・酒井）
17. ハッピーサマーウェディング（モーニング娘。）（升野・遠藤玲子・生野陽子）
18. 告白
19. ガンバレ乙女（笑）
20. friend
21. シャッフル3ショット
22. レモンドロップ
23. モテ期のうた

### 特典映像
- バックステージ風景
- ふたりの愛ランド（石川優子とチャゲ）（升野・森本さやか）